# Lokalna pomocnicza policja na okupowanej Białorusi
Lokalna pomocnicza policja na okupowanej Białorusi (biał. Мясцовая дапаможная паліцыя акупаванай Беларусі) – kolaboracyjna pomocnicza formacja policyjna w służbie niemieckiej podczas II wojny światowej.
Po ataku wojsk niemieckich na ZSRR 22 czerwca 1941 r., jednym z głównych problemów stało się dla okupantów utrzymanie porządku na zajmowanych obszarach. Do września 1941 r. Białoruś znajdowała się pod władzą niemieckiej administracji wojskowej, zadaniem której – zgodnie z instrukcją Oberkommando des Heeres z 3 kwietnia tego roku – miało być dbanie o porządek i bezpieczeństwo na okupowanych terenach w celu ich wykorzystywania w interesach armii. Instrukcja dopuszczała możliwość powoływania miejscowej administracji średniego i niższego szczebla (zarządów rejonowych i gminnych), a także miejscowej pomocniczej policji porządkowej. Wszystkie te organy miały działać pod kierownictwem komendantur wojennych, nie mając prawa posiadać charakteru administracji politycznej. 7 lipca dowódca tyłów Grupy Armii „Środek” gen. Max von Scheckendorff podpisał w Baranowiczach rozkaz, w którym sprecyzował zadania komendantur wojennych w zakresie utworzenia organów miejscowego samorządu i pomocniczej policji porządkowej. Mogli być do nich przyjmowani Volksdeutsche i Białorusini, a przy ich braku też Polacy. Służba Porządku (Ordnungdienst) w Okręgu Generalnym „Białoruś” początkowo była podporządkowana głównodowodzącemu Wehrmachtem „Ostlandu”, zaś od 22 października 1941 r. niemieckiej służbie ochrony porządku „Ostlandu”. Na jej czele stał Szef Policji Porządkowej Niemiec. Operacyjnie służba ochrony porządku podlegała Wyższemu Dowódcy Policji i SS w Okręgu Generalnym „Białoruś”. Poszczególne oddziały pomocniczej policji porządkowej znajdowały się pod zwierzchnością miastowych i polowych komendantur dywizji bezpieczeństwa. W instrukcji z 14 czerwca 1942 r., przeznaczonej dla burmistrzów okupowanych miast, zadania dla służby porządku zostały podzielone na następujące dziedziny:
- kryminalno-policyjną (przestępstwa kryminalne, ochrona urzędów, magazynów, instalacji militarnych itp.);
- państwowo-policyjną (prowadzenie śledztw nad wszystkimi przestępstwami, skierowanymi przeciwko okupacyjnym władzom niemieckim);
- ochronę porządku powszechnego (kierowanie ruchem drogowym, nadzór nad stanem dróg, ochrona przeciwpożarowa, służba wartowniczo-patrolowa);
- zadania „specjalnego przeznaczenia” (współuczestniczenie w zwalczaniu partyzantki, desantów powietrznych i spadochroniarzy, asystowanie transportom specjalnym itp.).

Każdy policjant porządkowy miał obowiązek nosić na ramieniu opaskę z numerem i ausweis, w którym był wpisany ten numer.
Oddziały pomocniczej policji porządkowej były formowane przez Niemców w miarę zajmowania przez nich ziem białoruskich. Wynikało to z faktu, że po ewakuacji wraz z Armią Czerwoną sowieckiej milicji, Białoruś pozostała bez jakiekolwiek aparatu policyjnego. Okupacyjna administracja wojskowa prowadziła nabór do służby porządku w sposób ochotniczy, przy czym nie miało znaczenia przeszkolenie wojskowe rekrutów. Broni zdobycznej wystarczyło na uzbrojenie jedynie części policjantów. Umundurowania początkowo w ogóle nie było. Finansowanie i wyposażenie zapewniały miejskie lub wiejskie organy samorządowe. W rejonach wiejskich oddziały policyjne faktycznie zaopatrywały się samodzielnie. Na terenach wschodnich okupowanej II RP przewagę w oddziałach policyjnych zdobyli Polacy. Dużą część ich składu osobowego stanowili też Rosjanie i Ukraińcy, którzy po wkroczeniu wojsk niemieckich podawali się za Białorusinów. Według relacji zdanej gauleiterowi Wilhelmowi Kube przez dowódcę niemieckiej policji porządkowej w Okręgu Generalnym „Białoruś” płk. Johanna Klepscha w skład oddziałów pomocniczej policji porządkowej na dzień 1 grudnia 1941 r. zostało przyjętych 3682 osoby w wieku od 18 do 50 lat.
Niemcy zamierzali początkowo utworzyć posterunki policyjne w każdym rejonie. Jednakże rozwój ruchu partyzanckiego doprowadził do zmiany tych planów. Ostatecznie na obszarze Okręgu Generalnego „Białoruś” powstało 10 okręgów policyjnych, 3 komendy główne w Mińsku, Baranowiczach i Wilejce, 55 posterunków żandarmerii polowej, zasilonych policjantami oraz 72 posterunki policyjne pod niemieckim dowództwem. W maju 1943 r. ogólna liczebność pomocniczej policji porządkowej wyniosła 6850 osób + 1100 osób ze składu 13 Białoruskiego Batalionu Policyjnego SD. Do wiosny 1942 r. oddziały policji poniosły jednak bardzo duże straty w walce z partyzantką, która na okupowanej Białorusi było szeroko rozwinięta. Uzupełnienia, które pochodziły w większości spośród jeńców wojennych – czerwonoarmistów, nie wyrównały ich całkowicie. Dane z tego okresu, dotyczące niektórych miejscowości, były następujące:
- Bobrujsk – 183 policjantów uzbrojonych w 103 karabiny ręczne i 6 pistoletów;
- Stare Dorohi – 147 policjantów uzbrojonych w 104 karabiny ręczne i 24 pistolety;
- Kirow – 110 policjantów uzbrojonych w 110 karabinów ręcznych;
- Lubań – 116 policjantów uzbrojonych w 104 karabiny ręczne, 6 pistoletów, 1 ręczny karabin maszynowy, 2 lekkie karabiny maszynowe i 7 granatów ręcznych;
- Kliczew – 30 policjantów uzbrojonych w 29 karabinów ręcznych i 2 pistolety;
- Parycze – 57 policjantów uzbrojonych w 10 karabinów ręcznych i 2 pistolety;
- Osipowicze – 105 policjantów uzbrojonych w 47 karabinów ręcznych i 13 pistoletów;
- Streszyn – 38 policjantów uzbrojonych w 21 karabinów ręcznych;
- Żłobin – 161 policjantów uzbrojonych w 56 karabinów ręcznych i 1 pistolet;
- Hłusk – 61 policjantów uzbrojonych w 22 karabiny ręczne, 1 karabin automatyczny i 3 pistolety;
- Marina Horka – 87 policjantów uzbrojonych w 70 karabinów ręcznych, 2 karabiny automatyczne, 16 karabinów półautomatycznych, 7 karabinów maszynowych i 21 pistoletów.

Głównym zadaniem pomocniczej policji porządkowej było okazywanie pomocy niemieckim władzom okupacyjnym w zakresie utrzymywania porządku publicznego oraz pełnienie służby ochronnej i patrolowo-wartowniczej. W początkowym okresie okupacji Białorusi policja porządkowa z reguły zajmowała się niewielkimi przestępstwami kryminalnymi (np. kradzieże), sprawami bytowymi i ochroną porządku.
Formowanie pomocniczej policji porządkowej na Białorusi postanowili wykorzystać do swoich narodowych celów białoruscy nacjonaliści, którzy liczyli na utworzenie niepodległego państwa pod protektoratem niemieckim w ramach tzw. Nowej Europy. Mieli oni wsparcie ze strony Komisarza Generalnego Okręgu Generalnego „Białoruś” W. Kubego. Pomocnicza policja porządkowa miała stać się zaczynem policji białoruskiej. W memorandum wysłanym w 1942 r. do Alfreda Rosenberga, Ministra Rzeszy ds. Okupowanych Terytoriów Wschodnich, wystąpili oni z propozycją takiej reorganizacji pomocniczej policji porządkowej, aby wyodrębnić z niej w oddzielną formację białoruską policję pomocniczą pod komendą niemiecką. W tym celu miałaby powstać funkcja głównego inspektora policji na czele z kompetentnym działaczem białoruskim. Miałby on kompetencje dowodzenia i nadzorowania całości formacji na obszarze okupowanej Białorusi. Latem 1942 r. Niemcy sformowali Białoruski Korpus Samoobrony, pełniący funkcje policyjne. Jesienią 1943 r. powołano pełnomocnego białoruskiego „opiekuna” policji, którym został kpt. Franciszek Kuszel. Faktycznie pełnił on jedynie funkcje propagandowe i reprezentacyjne. W okręgach utworzono stanowiska okręgowych „opiekunów”, zaś w rejonach – rejonowych.
Krótko po rozpoczęciu formowania przez Niemców na obszarze Okręgu Generalnego „Białoruś” pomocniczej policji porządkowej zaczęły być tworzone bataliony policji pomocniczej (Schutzmannschafts-Bataillone). W sierpniu 1941 r. do okupowanego Mińska przeniesiono 1 Pomocniczy Batalion Policyjny, sformowany w Białymstoku. Liczył ok. 480 ludzi, w większości Ukraińców, pochodzących z obozów jenieckich dla czerwonoarmistów, a także spośród cywilnych ochotników. Wkrótce utworzono w Mińsku tzw. batalion robotniczy. Oba miały ponad 900 ludzi. Były zdecydowanie niedostatecznie umundurowane, wyposażone i uzbrojone. Zimą 1941/1942 r. na ich bazie sformowano 41 Ukraiński Batalion Schutzmannschaft i 42 Ukraiński Batalion Schutzmannschaft. Ich chrztem bojowym była likwidacja mińskiego getta. Od II poł. 1942 r. Niemcy tworzyli białoruskie bataliony Schutzmannschaft. Pierwszym był 49 Białoruski Batalion Schutzmannschaft, formowany w Gródku Ostroszyckim pod Mińskiem. W latach 1943–1944 powstały 48 Białoruski Batalion Schutzmannschaft w Słonimiu, 60 Białoruski Batalion Schutzmannschaft w Baranowiczach, 64 Białoruski Batalion Schutzmannschaft w Głębokim, 65 Białoruski Batalion Schutzmannschaft i Nowogródzki szwadron konny w Nowogródku, 65 Białoruski Batalion Schutzmannschaft w Słucku oraz 67 Białoruski Batalion Schutzmannschaft w Lidzie. W międzyczasie wiosną 1942 r. – z powodu narastającego rozwoju partyzantki sowieckiej – na okupowaną Białoruś została przerzucona część litewskich, łotewskich i estońskich batalionów Schutzmannschaft. W 1942 r. działały tam następujące oddziały policji pomocniczej: 46 Ukraiński Batalion Schutzmannschaft, 47 Ukraiński Batalion Schutzmannschaft, 48 Ukraiński Batalion Schutzmannschaft, a także 51 Ukraiński Batalion Schutzmannschaft i 52 Ukraiński Batalion Schutzmannschaft, utworzone w Mohylewie oraz osiem batalionów z krajów bałtyckich (trzy litewskie, cztery łotewskie i jeden estoński). Ponadto latem 1942 r. z Frankfurtu nad Odrą na ziemie białoruskie trafił 201 Batalion Schutzmannschaft, podlegający bezpośrednio wyższemu dowódcy SS i policji Rosja „Centrum”, a z Krakowa 202 Batalion Schutzmannschaft. Siły te liczyły ponad 7,5 tys. ludzi. Na pocz. 1944 r. na okupowanej Białorusi działały następujące oddziały policji pomocniczej: 3 Litewski Batalion Schutzmannschaft, 12 Litewski Batalion Schutzmannschaft, 255 Litewski Batalion Schutzmannschaft, 271 Łotewski Batalion Schutzmannschaft, 47 Ukraiński Batalion Schutzmannschaft, 57 Ukraiński Batalion Schutzmannschaft, 61 Ukraiński Batalion Schutzmannschaft, 62 Ukraiński Batalion Schutzmannschaft, 63 Ukraiński Batalion Schutzmannschaft, 48 Białoruski Batalion Schutzmannschaft, 49 Białoruski Batalion Schutzmannschaft, 60 Białoruski Batalion Schutzmannschaft, 64 Białoruski Batalion Schutzmannschaft, 65 Białoruski Batalion Schutzmannschaft, 66 Białoruski Batalion Schutzmannschaft i 67 Białoruski Batalion Schutzmannschaft.